# Vijfde cholerapandemie

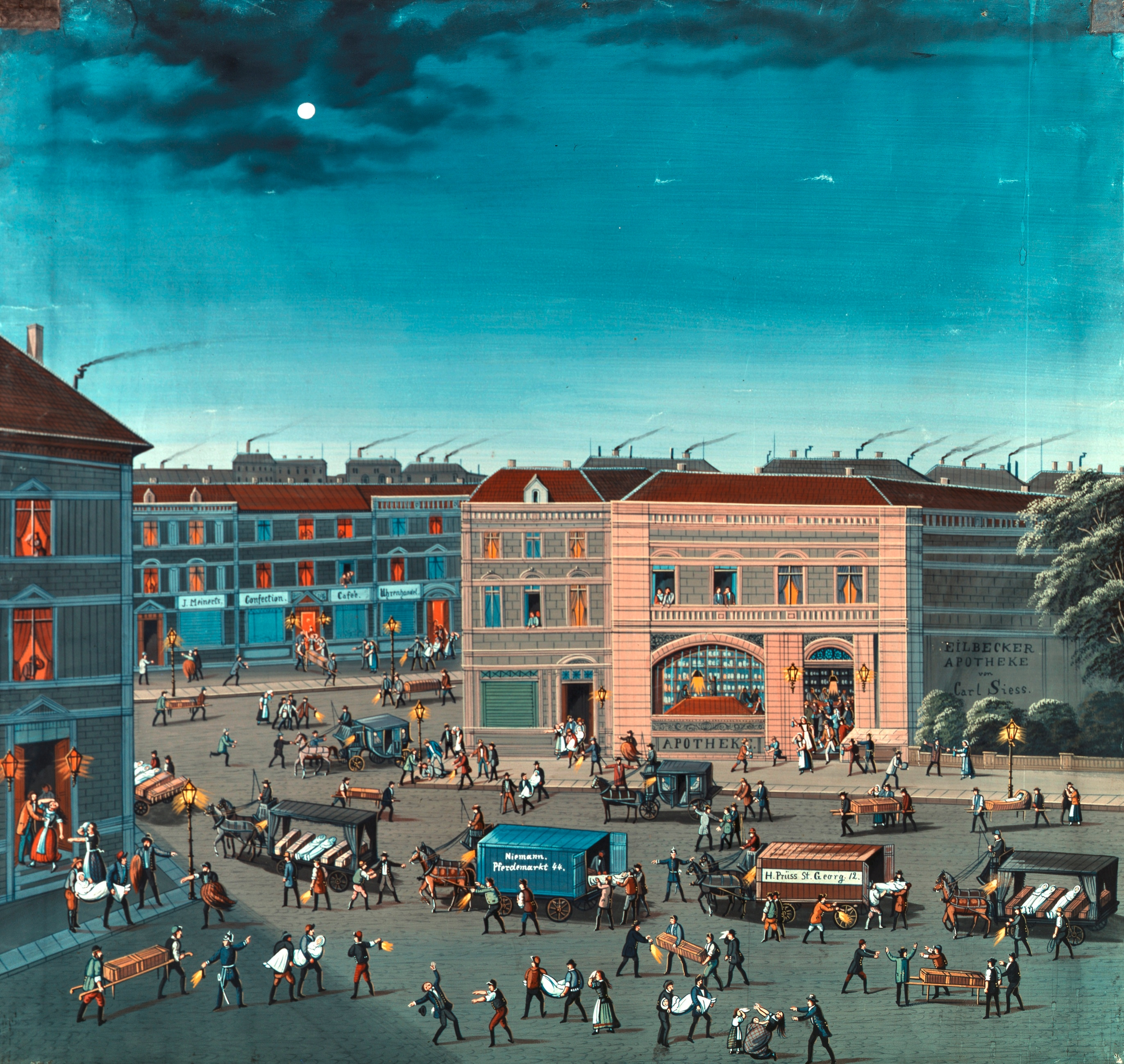
Uitbraak van cholera in Hamburg (1892)

De vijfde cholerapandemie woedde tussen 1881 en 1896 en was voorlopig de laatste wereldwijde uitbraak van cholera die ook delen van West-Europa zwaar trof. De epidemie woedde vooral in Azië en Afrika, maar bereikte ook delen van Zuid-Amerika, Rusland, Duitsland en Frankrijk.

## Europa
De ziekte bereikte Parijs in november 1884. In het ouderlingentehuis van de kloosterorde Kleine Zusters van de Armen aan de avenue Breteuil werd in de tuin een tent opgericht om de geïnfecteerde patiënten af te zonderen. In dit huis stierven 75 bewoners en 2 zusters. De hevigste uitbraak van cholera vond plaats in Hamburg. De ziekte bereikte de havenstad in augustus 1892 vanuit Rusland en er stierven 10.000 mensen op amper zes weken door het drinken van water dat werd betrokken uit de Elbe.